# Соссюр, Рене де
Рене́ де Соссю́р (фр. René de Saussure;
17 марта 1868, Женева — 2 декабря 1943, Берн) — швейцарский математик и эсперантолог, пропагандист языка эсперанто. Является представителем пятого поколения научной династии де Соссюров, сын Анри де Соссюра, брат Фердинанда де Соссюра.
В 1907 году Соссюр предложил использовать международную денежную единицу спесмило (₷). До Первой мировой войны эта валюта использовалась Эсперантистским чековым банком (Ĉekbanko Esperantista), а также некоторыми банками Великобритании и Швейцарии.
Главный вклад Соссюра в развитие эсперанто — его работа «Основные положения теории слова в языке эсперанто» (эсп. Fundamentaj reguloj de la vortteorio en Esperanto), направленная на защиту эсперанто от критики сторонников созданного на его основе нового языка идо. Несмотря на это, несколько позже, в начале 1920-х гг., Соссюр предложил свою версию усовершенствований в эсперанто, промежуточную между эсперанто и идо, получившую название антидо. Предложения Соссюра, представленные им XVII Всемирному конгрессу эсперантистов, проходившему в 1925 году в Женеве, остались без внимания, а сам он оказался в одиночестве. Был президентом Швейцарской ассоциации эсперантистов и профессором математики.
Р. де Соссюру принадлежит ряд переводов художественной прозы на эсперанто, в частности, произведения Ш. Ф. Рамю.
В 2018 году в честь 150 дня рождения Рене де Соссюра была выпущена серебряная монета номиналом в 100 Стело.